# Manicaland

Manicalands läge i Zimbabwe

Manicaland är en av tio provinser i Zimbabwe och gränsar mot Moçambique. Den har en yta på 36 459 km² och ett invånarantal på 1,6 miljoner människor (2002). Mutare är huvudstaden i provinsen.
Namnet kommer av folkgruppen manyika som är en undergrupp av shonastammen. 
Provinsen är bland annat känd för sina attraktiva turistområden som Vumba, Eastern Highlands, Chimanimani och Nyanga.